# 3402-es busz
A 3402-es jelzésű regionális autóbuszvonal Eger, Szarvaskő, Bélapátfalva és Balaton között húzódik, amelyet a MÁV Személyszállítási Zrt. üzemeltet.

## Útvonala
Az autóbuszvonal Heves vármegye megyeszékhelyét, Egert köti össze a tőle északra fekvő Balaton településsel, közben egy várost – Bélapátfalvát – és több-másik falut – Szarvaskőt, Mónosbélt – útvonalára fűzve, valamint legtöbb alkalommal Mikófalvát és Bükkszentmártont is.
Eger területén egyes járatok meghosszabbított útvonalon járnak az egri Volán-teleptől (Tompa utca) keresztül az egri vasútállomáson, melyek az alapjáratokhoz hasonlóan a forgalmasabb megállókban állnak meg, majd a 25-ös főúton tartózkodnak egészen a mónosbéli elágazásig. Bélapátfalva területén kettéágazik a buszvonal, reggelente egy járatpár Bélapátfalvát kikerüli járatgyorsítás okán (Bélapátfalváról 3404-es járat indul ugyanakkor), míg az indítások másik része a belvároson és a vasútállomáson át közlekednek.
A nap folyamán szinte az összes busz Mikófalvát és Bükkszentmártont is útjába veszi, mielőtt a Borsod-Abaúj-Zemplén vármegye előtti településre, Balatonra jutnának. Balaton tömegközlekedésileg zsákfalu, hiszen a szerpentin másik oldalán fekvő Borsodnádasdra autóbusz ebből az irányból nem közlekedik.

## Közlekedése

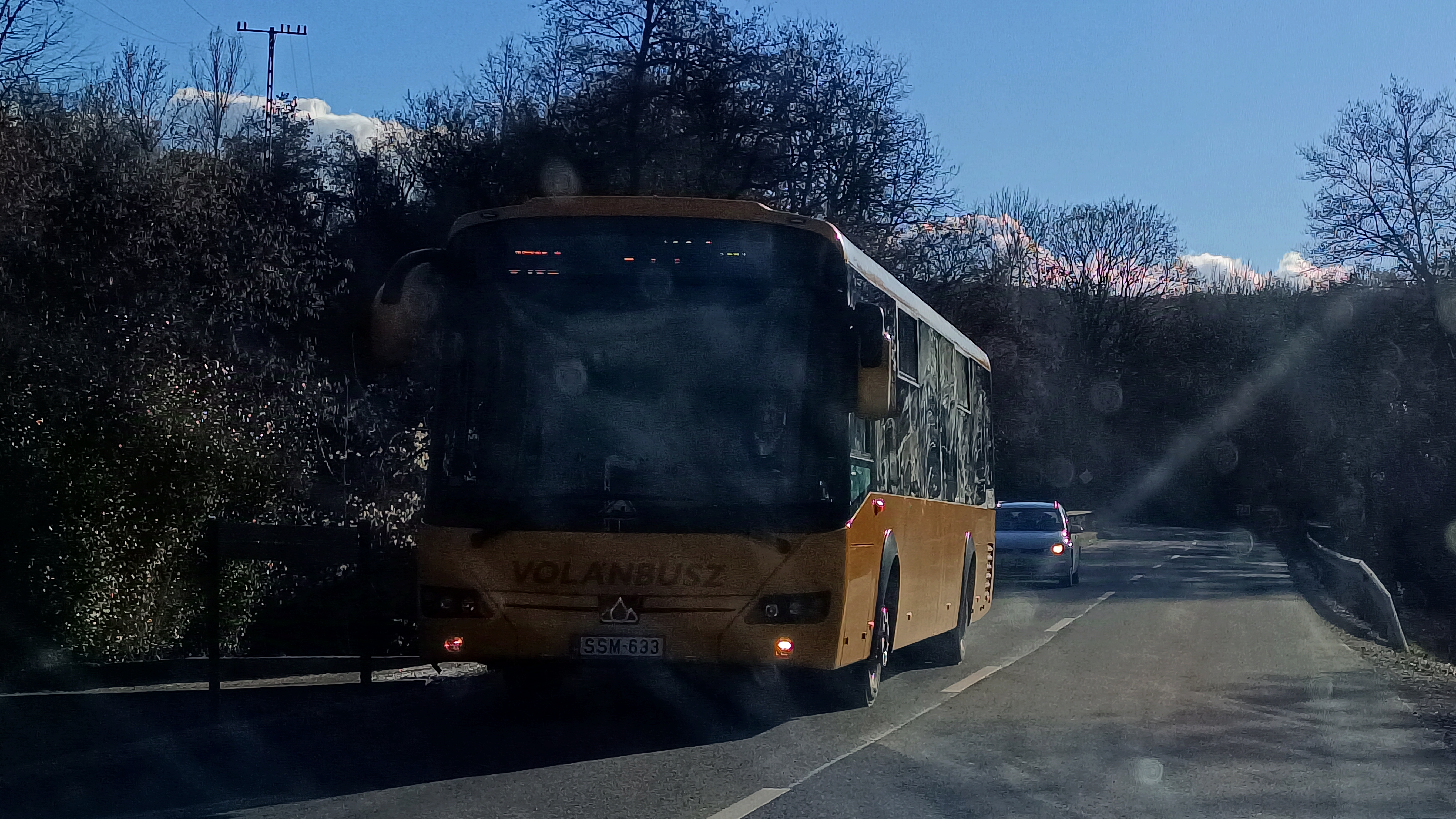
Szarvaskő belterületén a 25-ös főúton

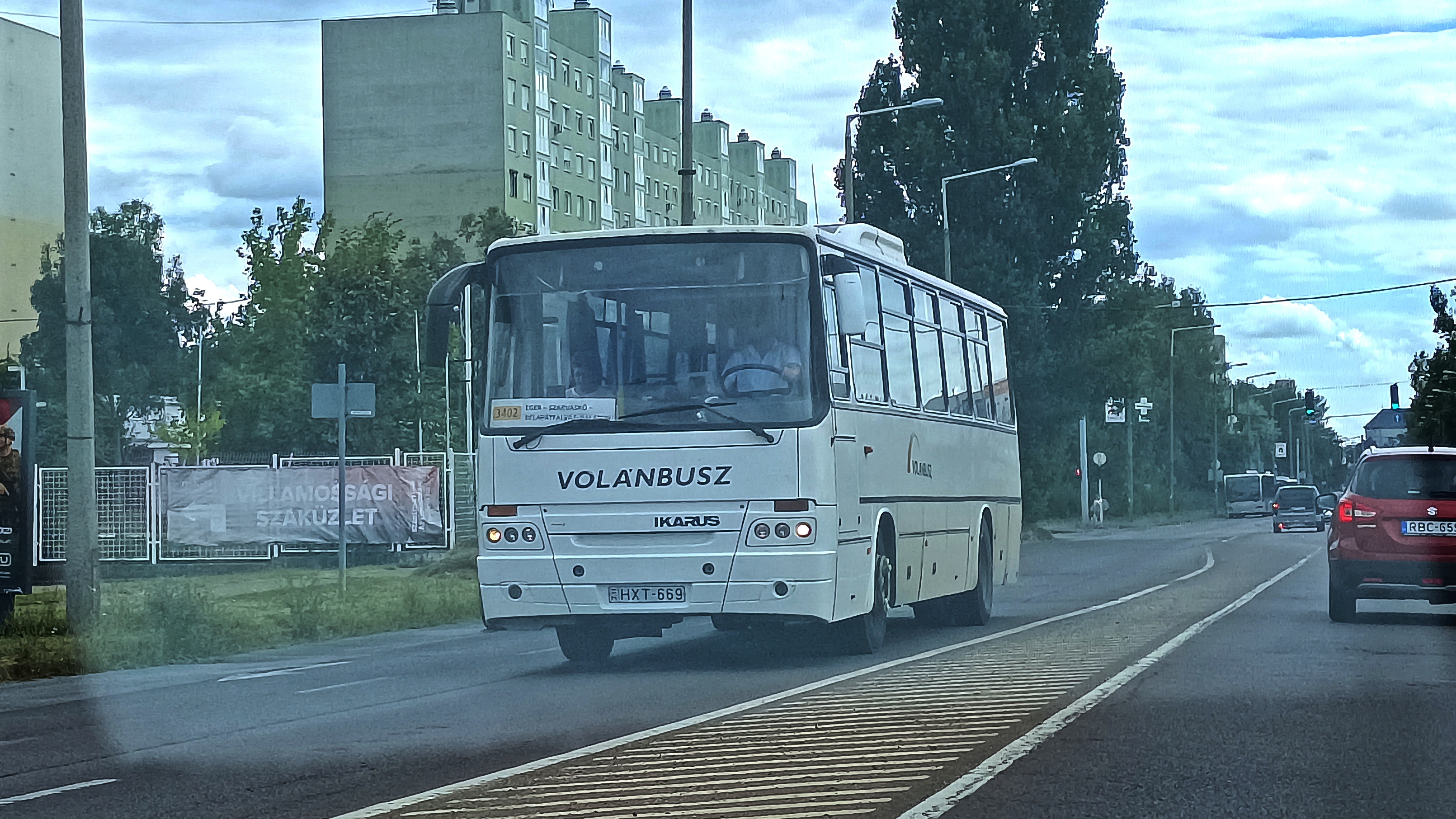
Jellemzőek a Classic Ikarusok is

Az autóbuszjáratok a hét minden napján közlekednek. Míg a hétköznapok folyamán óránként indulnak járatok Eger környékére, addig hétvégente alig néhány 3402-es indítás megy végbe, ezt többször is a 3403-as buszok helyettesítik, azonos időpontokban, Egercsehi irányába.
| Viszonylat                                       | Indításszám          | Közlekedési rend |
| ------------------------------------------------ | -------------------- | ---------------- |
| Eger, Tompa u. – Balaton, Kossuth Lajos út 163.  | 2 oda, 1 vissza      | munkanaponta     |
| Eger, aut. áll. – Balaton, Kossuth Lajos út 163. |                      | munkanaponta     |
| 14 oda, 16 vissza                                |                      | munkanaponta     |
| 4 oda, 2 vissza                                  | szabadnaponta        |                  |
| 2 oda, 1 vissza                                  | munkaszüneti naponta |                  |

### Csatlakozások
- Eger vasútállomás, bejárati út megállóban – Budapest felől vonatról ( IR87 )

### Járművek
Az autóbuszvonalon szóló járművek közlekednek, melyek legtöbbje Credo, valamint Volvo típusú. Előbbinek egyaránt régebbi (EC 12, IC 12) és újabb (Econell 12) variánsai is ingáznak, míg utóbbinak a Volvo 7700-as szériája jelenik meg. Emellett alkalmanként Irisbus Crossway és Ikarus C56 autóbuszok is ritkán megvetik rajta a kereküket.

## Megállóhelyei
| Munkanaponta 3 járat által érintett.     |                                             |         | |
| 0                                        | Eger, Tompa utca végállomás                 | 0.0 km  | 3A, 6, 11, 12, 13, 14, 14E, 16, 112, 113, 914 1050, 1051, 1053, 1054, 1343, 1346, 1348, 1362, 1380, 1427, 1466, 1517 3408, 3410, 3411, 3414, 3423, 3424, 3426, 3430, 3431, 3432, 3433, 3434, 3435, 3436, 3440, 3441, 3442, 3443, 3444, 3445, 3446, 3448, 3472, 3479, 3482, 3484, 3667, 4011, 4015, 4157 |
| 1                                        | Eger, Nagyváradi út                         | 0.7 km  | 3A, 6, 11, 12, 13, 14, 14E, 16, 112, 113, 914 1050, 1346, 1380, 1427, 1517 3407, 3408, 3410, 3411, 3414, 3423, 3430, 3431, 3433, 3435, 3442, 3443, 3445, 4011, 4015, 4157 |
| 2                                        | Eger vasútállomás, bejárati út              | 1.6 km  | 3A, 6, 11, 12, 13, 14, 14E, 112, 113 1050, 1051, 1053, 1054, 1343, 1346, 1348, 1362, 1380, 1383, 1402, 1427, 1466, 1517 3400, 3407, 3408, 3410, 3411, 3414, 3423, 3424, 3426, 3430, 3431, 3432, 3433, 3434, 3435, 3436, 3440, 3441, 3442, 3443, 3444, 3445, 3446, 3448, 3472, 3479, 3482, 3484, 3667, 4011, 4015, 4157 IR87 , személyvonat – Eger (87, 87a) |
| 3                                        | Eger, színház                               | 2.3 km  | 2, 2A, 7, 7A, 11, 12, 14, 14E, 17, 112 1053, 1054, 1343, 1344, 1346, 1348, 1362, 1380, 1381, 1426, 1427, 1428, 1447, 1468, 1517 3408, 3410, 3411, 3414, 3419, 3420, 3423, 3424, 3426, 3430, 3431, 3433, 3434, 3435, 3436, 3440, 3441, 3442, 3443, 3444, 3445, 3448, 3667, 4011, 4014, 4015, 4018, 4021, 4022, 4157 |
| 4                                        | Eger, autóbusz-állomás vonalközi végállomás | 3.0 km  | 2, 2A, 4, 5, 5A, 6, 7, 7A, 11, 12, 14, 14E, 16, 17, 112, 914 1049, 1050, 1051, 1053, 1054, 1343, 1344, 1346, 1347, 1348, 1349, 1351, 1352, 1362, 1380, 1383, 1426, 1427, 1428, 1447, 1466, 1468, 1517 3400, 3403, 3405, 3406, 3407, 3408, 3409, 3410, 3411, 3412, 3414, 3415, 3416, 3417, 3418, 3419, 3420, 3423, 3424, 3426, 3430, 3431, 3432, 3433, 3434, 3435, 3440, 3441, 3442, 3443, 3444, 3445, 3446, 3448, 3450, 3455, 3456, 3457, 3458, 3462, 3469, 3470, 3471, 3472, 3473, 3474, 3476, 3479, 3480, 3481, 3482, 3483, 3484, 3488, 3604, 3660, 3667, 4012, 4014, 4015, 4157 |
| 5                                        | Eger, Bartakovics út                        | 4.0 km  | 4, 13, 113 1347, 1349, 1351, 1352, 1383, 1447 3400, 3403, 3404, 3408, 3409, 3410, 3411, 3412, 3435, 3454, 3470, 3471, 3472, 3473, 3474, 3476, 3479, 3481, 3482, 3483, 3484, 3488, 4157 |
| 6                                        | Eger, Kővágó tér                            | 5.5 km  | 4, 7, 11, 13, 14, 14E, 17, 113 1051, 1053, 1054 3400, 3403, 3404, 3408, 3409, 3410, 3411, 3412, 3435, 3454, 3481, 4157 |
| 7                                        | Eger, Nagylapos                             | 4.7 km  | 4, 11, 14, 14E, 16, 914 1053, 1054, 1383 3400, 3403, 3404, 3405, 3408, 3409, 3410, 3411, 3412, 3414, 3435, 3481, 4157 |
| 8                                        | Eger (Felnémet), felsőtárkányi elágazás     | 7.7 km  | 4, 11, 14, 14E, 16, 914 1053, 1383 3400, 3403, 3404, 3405, 3408, 3409, 3410, 3411, 3412, 3414, 3435, 3481, 4157 |
| 9                                        | Eger, Almár vasúti megállóhely              | 10.2 km | 3400, 3403, 3404, 3408, 3409, 3410, 3411, 3412, 3481, 4157 személyvonat – Almár (87) |
| 10                                       | Almár, hobbitelkek                          | 13.2 km | 3400, 3403, 3404, 3408, 3409, 3410, 3411, 3412, 3481, 4157 |
| 11                                       | Szarvaskő, újtelep                          | 14.8 km | 3400, 3403, 3404, 3408, 3409, 3410, 3411, 3412, 3481, 4157 |
| 12                                       | Szarvaskő, központ                          | 15.4 km | 1051, 1054 3400, 3403, 3404, 3408, 3409, 3410, 3411, 3412, 3481, 4157 |
| 13                                       | Mónosbéli elágazás                          | 16.5 km | 3400, 3403, 3404, 3408, 3409, 3410, 3411, 3412, 3481, 4157 |
| 14                                       | Barátkert, Tardosi sporttábor               | 17.7 km | 3404, 3408, 3410, 3411, 3412, 4157 |
| 15                                       | Tardosi kőbányák                            | 19.0 km | 3404, 3408, 3410, 3411, 3412, 4157 |
| 16                                       | Mónosbél vasútállomás                       | 21.5 km | 1054 3404, 3408, 3410, 3411, 3412, 4157 személyvonat – Mónosbél (87) |
| 17                                       | Mónosbél, Béke út                           | 22.1 km | 3404, 3408, 3410, 3411, 3412, 4157 |
| Munkanaponta 2 járat által nem érintett. |                                             |         | |
| 18                                       | Bélapátfalva, vásártér                      | 24.0 km | 3404, 3408, 3410, 3411, 3412, 4157 |
| 19                                       | Bélapátfalva, Május 1. út 4.                | 24.6 km | 3403, 3404, 3485 |
| 20                                       | Bélapátfalva vasútállomás, elágazás         | 25.1 km | 3403, 3404, 3485 személyvonat – Bélapátfalva (87) |
| 21                                       | Mikófalva, faluszéle                        | 26.6 km | 3403, 3404, 3485 |
| Munkanaponta 2 járat által nem érintett. |                                             |         | |
| 22                                       | Mikófalva, posta                            | 27.0 km | 3403, 3404, 3485 |
| 23                                       | Mikófalva, községháza                       | 27.6 km | 3403, 3404, 3485 |
| 24                                       | Mikófalva, posta                            | 28.2 km | 3403, 3404, 3485 |
| 25                                       | Mikófalva, faluszéle                        | 28.6 km | 3403, 3404, 3485 |
| 26                                       | Bükkszentmártoni elágazás                   | 30.1 km | 3403 |
| Munkanaponta 2 járat által nem érintett. |                                             |         | |
| 27                                       | Bükkszentmárton, Rákóczi út 39.             | 30.7 km | 3403 |
| 28                                       | Bükkszentmárton, autóbusz-forduló           | 31.3 km | 3403 |
| 29                                       | Bükkszentmárton, Rákóczi út 39.             | 31.9 km | 3403 |
| ∫                                        | Bükkszentmártoni elágazás (↑)               | ∫       | 3403 |
| 30                                       | Balaton, alsó                               | 34.8 km | 3403 |
| 31                                       | Balaton, autóbusz-váróterem                 | 35.7 km | 3403, 3404 |
| 32                                       | Balaton, felső                              | 36.7 km | 3403, 3404 |
| 33                                       | Balaton, Kossuth Lajos út 163. végállomás   | 37.4 km | 3403, 3404 |